# Epimyrma bernardi
Epimyrma bernardi är en myrart som beskrevs av Espadaler 1982. Epimyrma bernardi ingår i släktet Epimyrma och familjen myror. IUCN kategoriserar arten globalt som sårbar. Inga underarter finns listade i Catalogue of Life.